# Jakob Tanner (Historiker)
Jakob Tanner (* 18. Juli 1950 in Root; heimatberechtigt ebenda) ist ein Schweizer Historiker.

## Leben und Wirken
Jakob Tanner besuchte ein Lehrerseminar und war Primarlehrer in Weggis. Danach studierte er Geschichte und Deutsch an der Universität Zürich. Ab 1982 arbeitete er als wissenschaftlicher Assistent und Lehrbeauftragter an den Universitäten Basel, Freiburg, Bern und Zürich. 1986 wurde er an der Universität Zürich mit der Arbeit «Bundeshaushalt, Währung und Kriegswirtschaft» promoviert. Anschliessend absolvierte er mehrere Auslandsaufenthalte, unter anderem am Maison des Sciences de l’Homme und an der École des Hautes Études en Sciences Sociales in Paris, an der London School of Economics and Political Science und am Max-Planck-Institut für Wissenschaftsgeschichte in Berlin. 1995 habilitierte er sich an der Philosophischen Fakultät der Universität Zürich. 1996/1997 arbeitete er als Lehrstuhlvertretung an der Universität Bielefeld.
1997 wurde Jakob Tanner als Professor für Allgemeine und Schweizer Geschichte der neueren und der neuesten Zeit an die Forschungsstelle für Sozial- und Wirtschaftsgeschichte und das Historische Seminar der Universität Zürich berufen. Seine Arbeitsschwerpunkte sind Wirtschafts- und Finanzgeschichte, Wissenschafts-, Medizin- sowie Körpergeschichte. 2001/2002 war er Fellow am Wissenschaftskolleg zu Berlin, und seit Oktober 2004 ist er Fellow am Collegium Helveticum. Er gehörte auch der Bergier-Kommission an. 2015 wurde Tanner emeritiert.
Jakob Tanner war Mitherausgeber der Zeitschriften Historische Anthropologie, Zeitschrift für Unternehmensgeschichte und Gesnerus. Er war von 2004 bis 2016 Präsident des Schweizerischen Sozialarchivs in Zürich, ist Vorstandsmitglied der Schweizerischen Gesellschaft für Wirtschafts- und Sozialgeschichte sowie Beiratsmitglied des Forschungsprojekts «Geschichte der Deutschen Forschungsgemeinschaft». Tanner ist Mitglied des Zentrums Geschichte des Wissens. 2015 erhielt er ein Ehrendoktorat der Universität Luzern.

## Schriften
- mit Felix Müller, Hans Schäppi: Krise – Zufall oder Folge des Kapitalismus? Die Schweiz und die aktuelle Wirtschaftskrise. Eine Einführung aus marxistischer Sicht. Limmat, Zürich 1976, ISBN 3-85791-005-4.
- Bundeshaushalt, Währung und Kriegswirtschaft. Dissertation. Universität Zürich 1985. Limmat, Zürich 1986, ISBN 3-85791-100-X.
- Finanzwirtschaftliche Probleme der Schweiz im Zweiten Weltkrieg und deren Folgen für die wirtschaftliche Entwicklung nach 1945. In: Dietmar Petzina (Hrsg.): Probleme der Finanzgeschichte des 19. und 20. Jahrhunderts. Duncker & Humblot, Berlin 1989, ISBN 3-428-06698-7, S. 77–98.
- Grundlinien der schweizerischen Aussenpolitik. Schweizerische Friedensstiftung, Bern 1993, ISBN 3-908230-20-9.
- mit Youssef Cassis (Hrsg.): Banken und Kredit in der Schweiz/Banques et credit en Suisse 1850–1930. Chronos, Zürich 1993, ISBN 3-905311-15-1.
- mit René Renggli: Das Drogenproblem. Geschichte, Erfahrungen, Therapiekonzepte. Springer, Berlin u. a. 1994, ISBN 3-540-57089-6.
- Property rights, Innovationsdynamik und Marktmacht. Zur Bedeutung des schweizerischen Patent- und Markenschutzes für die Entwicklung der chemisch-pharmazeutischen Industrie (1907–1928). In: Andreas Ernst, Erich Wigger (Hrsg.): Die neue Schweiz? Eine Gesellschaft zwischen Integration und Polarisierung (1910–1930). Chronos, Zürich 1996, ISBN 3-905311-82-8, S. 273–303.
- Die internationalen Finanzbeziehungen der Schweiz zwischen 1931 und 1950. In: Schweizerische Zeitschrift für Geschichte. Band 47, Nr. 4. Schwabe, Basel 1997, ISSN 0036-7834, S. 492–519 (doi:10.5169/seals-81201).
- (Hrsg.): Geschichte der Konsumgesellschaft. Märkte, Kultur und Identität (15.–20. Jahrhundert). Chronos, Zürich 1998, ISBN 3-905312-51-4.
- mit Philipp Sarasin (Hrsg.): Physiologie und industrielle Gesellschaft. Studien zur Verwissenschaftlichung des Körpers im 19. und 20. Jahrhundert. Suhrkamp, Frankfurt am Main 1998, ISBN 3-518-28943-8.
darin: „Weisheit des Körpers“ und soziale Homöostase. Physiologie und das Konzept der Selbstregulation. S. 129–169.
- «Bankenmacht». Politischer Popanz, antisemitischer Stereotyp oder analytische Kategorie? In: Zeitschrift für Unternehmensgeschichte. Band 43, Nr. 1. Beck, München 1998, ISSN 0342-2852 S. 19–34.
- Mitarbeit an Manfred Hettling et al.: Eine kleine Geschichte der Schweiz. Suhrkamp, Frankfurt am Main 1998, ISBN 3-518-12079-4.
- Fabrikmahlzeit. Ernährungswissenschaft, Industriearbeit und Volksernährung in der Schweiz 1890–1950. Habilitationsschrift. Universität Zürich. Chronos, Zürich 1999, ISBN 3-905312-01-8.
- Wie machen Menschen Erfahrungen? Kulturwissenschaftliches Forschungskolleg der Universität Konstanz, Konstanz 2000.
- mit Sigrid Weigel (Hrsg.): Gedächtnis, Geld und Gesetz. Vom Umgang mit der Vergangenheit des Zweiten Weltkrieges. vdf, Zürich 2002, ISBN 3-7281-2658-6.
- Historische Anthropologie zur Einführung. Junius, Hamburg 2004, ISBN 3-88506-601-7. 3. Auflage: 2017, ISBN 978-3-88506-601-9.
- Geschichte der Schweiz im 20. Jahrhundert. Beck, München 2015, ISBN 978-3-406-68365-7.
- Macht, Medien und Materialität der Moderne. Aufsätze zur Kulturgeschichte des Sozialen im langen 20. Jahrhundert. Vandenhoeck & Ruprecht, Göttingen 2024, ISBN 978-3-525-31153-0.